# Districtul Tha Luang
Tha Luang (în thailandeză ท่าหลวง) este un district (Amphoe) din provincia Lopburi, Thailanda, cu o populație de 29.059 de locuitori și o suprafață de 538,9 km².

## Componență
Districtul este subdivizat în 6 subdistricte (tambon), care sunt subdivizate în 43 de sate (muban).
| Nr. | Nume           | În thailandeză | Locuitori |
| --- | -------------- | -------------- | --------- |
| 1.  | Tha Luang      | ท่าหลวง         | 8,842     |
| 2.  | Kaeng Phak Kut | แก่งผักกูด        | 4,092     |
| 3.  | Sap Champa     | ซับจำปา         | 4,418     |
| 4.  | Nong Phak Waen | หนองผักแว่น      | 4,639     |
| 5.  | Thale Wang Wat | ทะเลวังวัด       | 1,503     |
| 6.  | Hua Lam        | หัวลำ           | 5,565     |